# Abutilon indicum
Abutilon indicum é um pequeno arbusto da família Malvaceae, planta nativa de regiões tropicais e subtropicais e, às vezes, cultivada com fins ornamentais. É frequentemente usada como planta medicinal, sendo considerada invasiva em certas ilhas tropicais.